# 宗像誠也
宗像 誠也（むなかた せいや、1908年4月9日 - 1970年6月22日）は、日本の教育学者。東京大学名誉教授。同僚の勝田守一（教育学）、宮原誠一（社会教育学）と並び、「東大教育の3M（スリー・エム）」と称された。

## 人物
東京生まれ。父は講道館訓育指南や旧制畝傍中学校校長を務めた宗像逸郎。1926年、東京高等師範学校附属中学校（現・筑波大学附属中学校・高等学校）卒業（勝田守一とは同級生）。旧制浦和高校を経て東京帝国大学文学部教育学科卒業。阿部重孝門下。
戦前は1930年代に岩波書店刊行の雑誌『教育』を間にはさみ成立した児童学研究会に参加。さらに留岡清男らとともに教育科学研究会の結成に尽力、教育科学運動を推進する。立教大学講師及び一時期東京文理科大学教授を務めた。
戦時中は「心身が異常でない限り、少し位からだが弱くても凡て兵役に取ってはどうか。実践的な国民的信念、国民的教養を作り上げる精神教育をすることは勿論だ。身分も職業も学歴も問わず、全部が共同の営舎生活を一定期間するということは国民性格を錬成するのに必要な、また極めて有効な手段だと考えられる」（昭和十六年十一月『改造』誌掲載「臨戦体制は教育を圧迫するか」）と徴兵による国民教育を唱えていた。
戦後、東京大学教育学部教授に就任、戦時中に分解した教科研の再建にあたる。教育行政学を専攻し、同僚の勝田守一（教育学）、宮原誠一（社会教育学）と並び、戦後教育学界に大きな与えた、東大の「3M（スリー・エム）」と称された。
学問研究を大学や書斎の中にとどめず、教育現場に出向いて研究し、理論と実践の統一に努め、反権力に徹し、人間の尊厳の確立のための教育づくりに努めた。
国家の教育統制は、ハード面のみに限定さるべきであり、ソフト面、ことにカリキュラム編成に関しては、それは「真理のエージェント」としての教師の専任事項であるとする「内外事項区別論」を提唱する。こうした宗像の所論は、後の堀尾輝久の公教育論に大きな影響を及ぼす一方、勤評、学テ、教科書検定など各教育闘争における民側の理論的背景となった。
宮原誠一、梅根悟、矢川徳光ら、戦前・戦中期に活躍した教育学者には、戦後、戦時中の戦争協力を煽った論文や文書や業績を省略・削除・隠蔽する者がいたが、自ら、戦時の体制賛美、戦争協力の過去を悔悟し、その慙愧の念を公に発表し、それを「戦後教育学」の再建へと昇華させようとした宗像は、稀有な存在であると言える。

## 著書
青木書店から、『宗像誠也教育学著作集』(全5巻)が刊行されている。

## 論文
- 「國民敎育最低標準設定の規準」『教育科学研究』第1巻3号 (1939)
- 「『時間的空間的文化生活體制』と『社會科』」『教育科学研究』第2巻5号 (1940)